# Корабельная охрана Военно-морских сил США
Корабельная охрана Военно-морских сил США (англ. United States Navy Master-at-arms) — правоохранительная структура Военно-морских сил США.

## История

### 1797-1921 годы
Статьёй 2 Закона о военно-морских силах (Naval Act) от 1 июля 1797 года было установлено, что на каждом американском военном корабле, принадлежащем к классу 44-пушечных фрегатов или к более высокому классу, по штату полагался один master at arms, относящийся к уорент-офицерскому составу. Это должностное лицо отвечало за поддержание дисциплины среди экипажа, а также за оружейную комнату, где хранилось огнестрельное и холодное оружие. Эта должность была упразднена с 1 июля 1921 года.

### 1973-2000 годы
После произошедших в 1972 году беспорядков на авианосцах "Kitty Hawk" и "Constellation" подкомитет по дисциплинарным проблемам комитета по вооружённым силам Конгресса США выпустил отчёт по результатам этих событий, в котором рекомендовал учредить в Военно-морских силах США отдельную категорию персонала master at arms, который бы действовал как на борту кораблей и подводных лодок, так и на берегу, и обладал бы полномочиями военной полиции. Следуя этой рекомендации, командование американского флота учредило соответствующую категорию с 1 августа 1973 года.
До 1990-х годов воссозданная флотская военная полиция пользовалась помощью отрядов морских пехотинцев (marine detachment) Корпуса морской пехоты США, размещённых на судах Военно-морских сил США. Однако в 1990-х годах эти отряды стали расформировываться, и с 1 мая 1998 года, когда последний отряд морских пехотинцев покинул борт авианосца "George Washington", master at arms стали осуществлять свои функции полностью самостоятельно.

### После 2000 года
После террористической атаки на эсминец "Cole" в 2000 году и терактов 11 сентября 2001 года американская флотская военная полиция получила новые функции, в частности, противодействие совершению диверсионных актов и борьба с терроризмом. Во время войны в Ираке многие военнослужащие master at arms временно прикомандировывались к воинским частям Объединённого оперативного формирования 7, руководившего союзными войсками на территории Ирака в период с июня 2003 года по май 2004 года.

## Функции
К основным функциям Корабельной охраны Военно-морских сил США относятся:
- охрана кораблей, подводных лодок и береговых баз от диверсионной деятельности потенциального противника и террористов
- профилактика и пресечение правонарушений среди военнослужащих, содержание задержанных военнослужащих в специально отведённых для этого местах
- содержание военнопленных в специально отведённых для этого местах на кораблях, подводных лодках и береговых базах

При реализации указанных функций военнослужащие Корабельной охраны Военно-морских сил США уполномочены производить личный досмотр и досмотр транспортных средств, обыск в помещениях, изъятие предметов и документов, задержание и заключение под стражу, допрос, применять специальные средства и оружие.

## Структура и состав
В отличие от других видов Вооружённых сил США, в Военно-морских силах США не предусмотрено должности начальника военной полиции. То есть американская флотская военная полиция в настоящий момент не имеет единого функционального командования. При этом подразделения военнослужащих master at arms подчиняются командирам кораблей, подводных лодок и береговых баз, в которых они несут службу, что роднит их с коллегами-полицейскими из Армии США, Военно-воздушных сил США и Корпуса морской пехоты США, где части военной полиции в оперативном отношении подчиняются командованию общевойсковых соединений соответствующих видов Вооружённых сил США.
Численность военнослужащих Корабельной охраны Военно-морских сил США составляет более 10000 человек.